# Minarett von Dschām

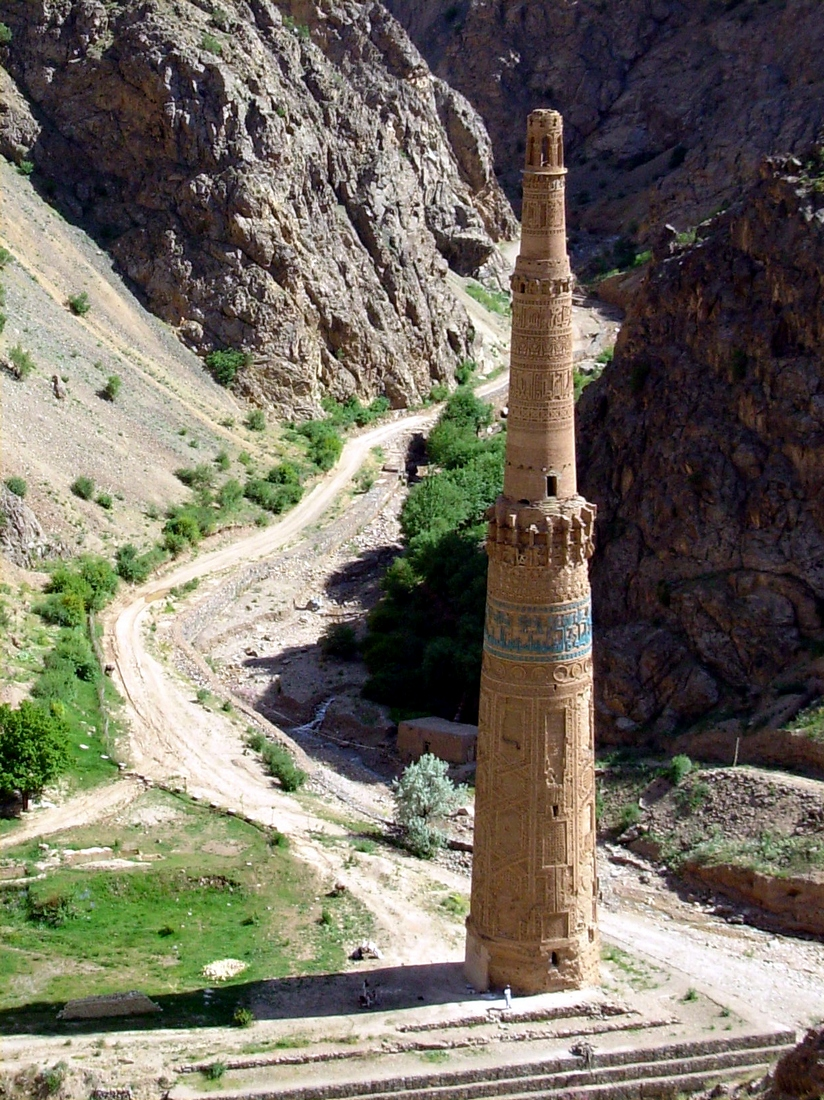
Das Minarett von Dschām im Tal des Hari Rud

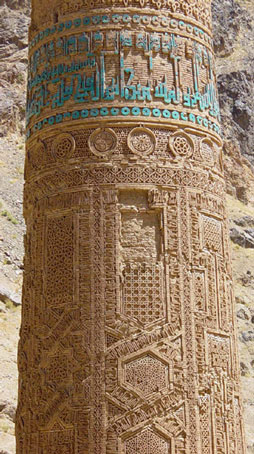
Dekorationen an der Außenseite

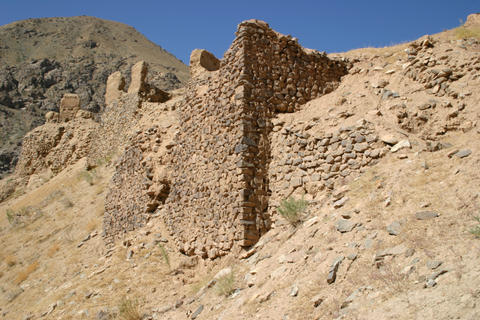
Befestigungsanlagen der Qasr Sarafschan oberhalb des Minaretts

Das Minarett von Dschām (persisch منار جام, DMG Minār-i Ǧām), erbaut im 12. Jahrhundert, ist mit einer Höhe von 65 Metern nach dem Qutb Minar das zweithöchste Backstein-Minarett der Welt. Es steht in der zentralafghanischen Provinz Ghor am Fluss Hari Rud bei der Einmündung des linken Nebenflusses Dschām Rud und etwa fünf Kilometer nördlich des Ortes Dschām. Das Minarett und die umliegenden archäologischen Fundstätten wurden 2002 von der UNESCO zum Weltkulturerbe erklärt und gleichzeitig auf der Roten Liste des gefährdeten Welterbes eingetragen.

## Beschreibung
Das Minarett steht im Tal des Hari Rud, direkt am Südufer des Flusses, an einer Stelle, an der von beiden Seiten zwischen den 500 bis 600 Meter aufragenden Bergen Nebenflüsse einmünden. Aus einer achteckigen Basis mit einem Durchmesser von 9 m erheben sich übereinander vier schmaler werdende, zylindrische Turmschäfte. Innen kann der Turm über eine doppelte Wendeltreppe erstiegen werden; oberhalb des ersten Absatzes in knapp 40 Metern Höhe führen steile Stufen, die an der Außenmauer verankert sind, über sechs Zwischengeschosse bis in die Spitze.
Die Außenseite des Minaretts ist vollständig mit geometrischen Reliefs und Inschriftenbändern verziert, die teilweise aus gebrannten Kacheln bestehen. Der unterste Schaft ist am reichsten verziert, waagrechte Bänder enthalten den vollständigen Text der 19. Sure (Maryam) des Korans.
Das Minarett gehört zu einer Gruppe von 60 Minaretten und Türmen, die in Zentralasien zwischen dem 11. und 13. Jahrhundert errichtet wurden.
An den umliegenden Hängen sind hoch über dem Tal die Ruinen mittelalterlicher Befestigungen sowie eine aus Backsteinen bestehende Zisterne zu sehen. Die Überreste eines Basars wurden 1964 zugunsten eines Hotels abgerissen.

## Geschichte
Es wird angenommen, dass das Minarett an der Stelle der alten Hauptstadt der Ghuriden-Dynastie, Firuzkuh (persisch فيروزكوه, DMG Fīrūzkūh, auch Fērōzkōh) steht. Eine Inschrift am Turm enthält eine Jahreszahl, die entweder als 1193/4 oder wahrscheinlicher als 1174/5 gelesen werden kann. Dementsprechend könnte der Turm errichtet worden sein, um entweder den Sieg des Sultans Muizz ad-Din in der Schlacht bei Delhi (1192) zu feiern oder den seines Bruders Sultan Ghiyath ad-Din (1157–1202) bei Ghazna (1173).
Es gibt Anzeichen, dass die zu dem Minarett gehörende Moschee eher durchschnittliche Ausmaße hatte und damit ungewöhnlich disproportioniert zu dem Turm war. Die Moschee wurde nach einem zeitgenössischen Bericht von einem Hochwasser zerstört. Ausgrabungen haben neben dem Minarett Überreste eines größeren Hofes zum Vorschein gebracht.
Bereits 1215 zerfiel das Ghuriden-Reich wieder. Nach der Eroberung durch die Choresm-Schahs folgte der Überfall durch die Mongolen, die 1222 Firuzkuh zerstörten.

## Denkmalschutz
Das Bauwerk war im Westen bis ins 20. Jahrhundert völlig unbekannt. Erstmals in den 1960er Jahren wurden archäologische Untersuchungen durchgeführt, die jedoch durch die Jahrzehnte des Krieges in Afghanistan unterbrochen wurden. Die Aufnahme in die Welterbeliste war zwar schon 1982 beantragt worden, konnte aber erst 2002 realisiert werden.
In den 1990er Jahren wurde entdeckt, dass der Fluss droht, die Fundamente des Minaretts zu unterspülen. Deshalb wurden Gabionen installiert, dennoch ergaben Messungen, dass der Turm sich zu neigen begonnen hat. Im Rahmen der Anstrengungen der UNESCO zum Schutz des kulturellen Erbes in Afghanistan wurden inzwischen erhebliche Hilfsgelder für Sicherungsmaßnahmen bereitgestellt. Nach einem Hochwasser im April 2007 mussten die Gabionen gegen neue Steinmauern ausgetauscht werden, um Überschwemmungen in Zukunft wirkungsvoll verhindern zu können.
Das Welterbekomitee nennt als Grund für den Verbleib der Welterbestätte auf der Roten Liste zudem die weiterhin zu schwachen staatlichen Strukturen, um einen wirksamen Schutz zu gewährleisten. Die Schulung von Aufsehern, die vor Ort Plünderungen und illegale Ausgrabungen verhindern sollen, ist noch nicht abgeschlossen. Der Plan einer Brücke über den Hari Rud nahe dem Minarett wurde 2005 gestoppt, dafür wird aber auch 2009 das Fehlen aktueller Unterlagen zum Fortschreiten der Sicherungsarbeiten von afghanischer Seite beklagt.